# Djuanda Kartawidjaja
Djuanda Kartawidjaja (ur. 14 stycznia 1911 w Tasikmalaya, zm. 7 listopada 1963 w Dżakarcie) – indonezyjski polityk, premier Republiki Indonezji (1957–1959). Pełnił również funkcję ministra transportu (1946–1949 oraz 1950–1953), prac publicznych (1948–1949), obrony narodowej (1957–1959) oraz finansów (1959–1962). 

## Upamiętnienie
Jego imieniem nazwany jest port lotniczy w Surabai. Awers wydawanych od 2016 roku banknotów o nominale 50 000 rupii przedstawia jego podobiznę.